# 谢荪

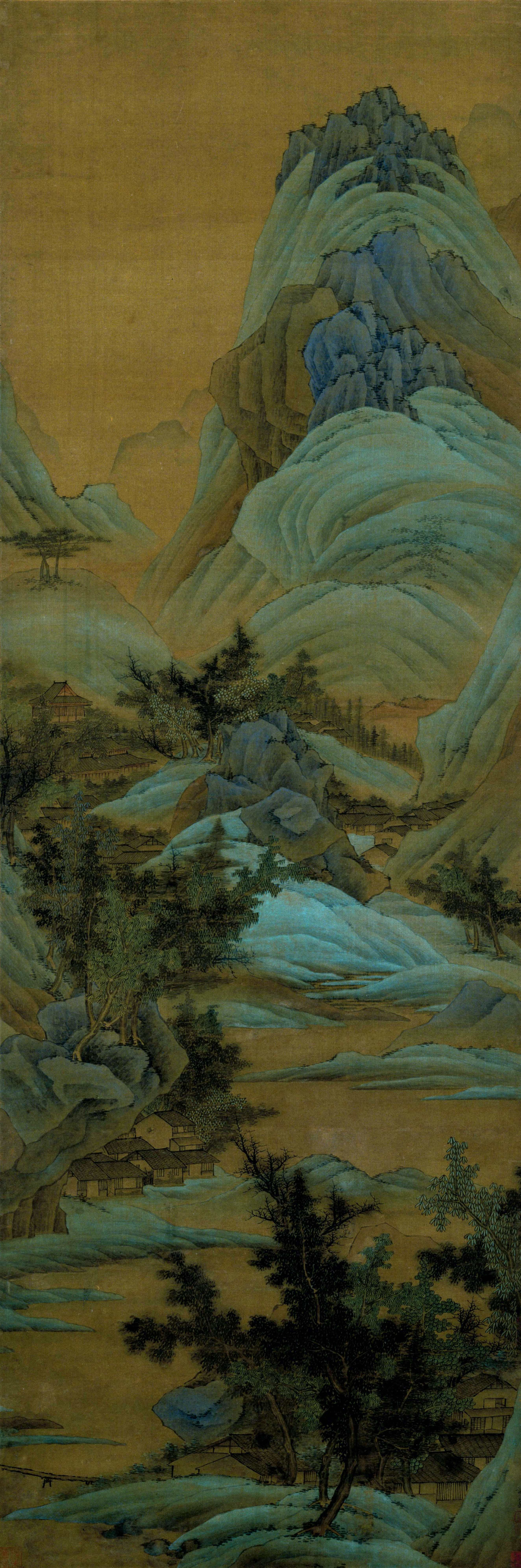
谢荪《青绿山水图》（北京故宫博物院藏）

謝蓀（?—?），字緗酉，又字天令。溧水人，清朝画家。

## 生平
寓久居金陵。擅長畫山水、花卉，與龔賢、樊圻等人齊名，為金陵八家之一。作品有《青绿山水图轴》（今藏北京故宮博物院）、《策马探胜图扇面》（今藏南京博物院）傳世。